# Ashleigh Cummings
Ashleigh Cummings (Djedda,  11 november 1992) is een Australische actrice. Ze is bekend van haar rol in Miss Fisher's Murder Mysteries.

## Biografie
Ashleigh Cummings werd geboren in Saoedi-Arabië, waar haar ouders werkten en woonden. Toen ze twaalf was, verhuisde het gezin naar Sydney.

## Filmografie

### Film
| Jaar | Titel                               | Rol               | Opmerkingen |
| ---- | ----------------------------------- | ----------------- | ----------- |
| 2007 | Razzle Dazzle: A Journey into Dance | Danser            |             |
| 2008 | Green Fire Envy                     | Ally Sheppard     |             |
| 2010 | Tomorrow, When the War Began        | Robyn Mathers     |             |
| 2013 | Galore                              | Billie            |             |
| 2013 | My Mother Her Daughter              | Gabrielle         | Kort        |
| 2013 | Greg's First Day                    | Erica             | Kort        |
| 2014 | Snowblind                           | Paige             | Kort        |
| 2016 | Hounds of Love                      | Vicki Maloney     |             |
| 2017 | Pork Pie                            | Keira Leigh-Jones |             |
| 2019 | The Goldfinch                       | Pippa             |             |
| 2020 | Vide Noir                           | Lee               |             |

### Televisie
| Jaar      | Titel                          | Rol                    | Opmerkingen          |
| --------- | ------------------------------ | ---------------------- | -------------------- |
| 2008      | Dream Life                     | Sal                    | TV film              |
| 2009      | Home and Away                  | Ali Edmonds            | Gastrol (3 episodes) |
| 2011      | Rescue: Special Ops            | Britney                | "The Intervention"   |
| 2011      | Underbelly: Razor              | Gracie                 | "Blood Alley"        |
| 2012      | Dance Academy                  | Trilby                 | "Faux Pas De Deux"   |
| 2012–2014 | Puberty Blues                  | Debbie Vickers         | Hoofdrol             |
| 2012–2015 | Miss Fisher's Murder Mysteries | Dorothy 'Dot' Williams | Hoofdrol             |
| 2015      | Gallipoli                      | Celia Houghton         | Tv-miniserie         |
| 2017–2018 | Westside                       | Cheryl Miller          | series 3 & 4         |
| 2019–2020 | NOS4A2                         | Vic McQueen            | Hoofdrol             |

- Bibliothèque nationale de France: cb169260472 (data)
- Gemeinsame Normdatei: 1155618882
- International Standard Name Identifier: 0000 0004 4245 4131
- Library of Congress Control Number: no2015152604
- MusicBrainz: b9fee06c-7a5e-46c5-8d4f-63bde840cf5d
- Système universitaire de documentation: 227139569
- Trove: 1660666
- Virtual International Authority File: 312567890
- WorldCat: E39PBJv8GqgvwkhFrKb4QmDXh3